# Labdarúgó-Balkán-kupa
A labdarúgó-Balkán-kupa  (röviden Balkán-kupa) egy nemzetközi labdarúgókupa volt Albánia, Bulgária, Görögország, Jugoszlávia, Románia és Törökország klubcsapatai számára. Ezt a sorozatot 1961-ben vezették be, és nagyon népszerű volt (az 1967-es döntőn 42 000 néző volt a helyszínen). A régió klubjai számára a második legfontosabb nemzetközi klubverseny volt a Bajnokcsapatok Európa-kupája után. A versenyt a bolgár csapatokok uralták, és összesen kilencszer nyerték meg a sorozatot.
Később csökkent a kupa népszerűsége, miután a balkáni klubok nagyobb képviseletet szereztek a két kisebb UEFA-versenyen.

## Döntők
| Szezon              | Győztes (vagy csoportgyőztes)                         | Eredmény (vagy pontok)                                    | Döntős (vagy csoportmásodik)                          |                                                       |
| ------------------- | ----------------------------------------------------- | --------------------------------------------------------- | ----------------------------------------------------- | ----------------------------------------------------- |
| 01960–610 részletek | Steagul Roşu Braşov                                   | 13 – 8 Pont                                               | Levski Sofia                                          |                                                       |
| 01961–630 részletek | Olympiacos                                            | 1–0 / 0–1 / 1–0 Play-off mérkőzés Isztambul, Törökország. | Levski Sofia                                          |                                                       |
| 01963–640 részletek | Rapid București                                       | 2–0 / 1–1                                                 | Spartak Plovdiv                                       |                                                       |
| 01964–660 részletek | Rapid București                                       | 3–3 / 2–0                                                 | Farul Constanţa                                       |                                                       |
| 01966–670 részletek | Fenerbahçe                                            | 1–0 / 1–2 / 3–1 Play-off mérkőzés Isztambul, Törökország  | AEK Athens                                            |                                                       |
| 01967–680 részletek | Beroe Stara Zagora                                    | 3–0 / 3–4                                                 | Spartak Sofia                                         |                                                       |
| 1969 részletek      | Beroe Stara Zagora                                    | 3–0 / 0–1                                                 | Dinamo Tirana                                         |                                                       |
| 1970 részletek      | Partizani Tirana                                      | 3–0 / 1–1                                                 | Beroe Stara Zagora                                    |                                                       |
| 1971 részletek      | Panióniosz                                            | 2–1 / 1–1                                                 | Besa Kavajë                                           |                                                       |
| 1972 részletek      | Trakia Plovdiv                                        | 5–0 / 0–4                                                 | Vardar Skopje                                         |                                                       |
| 1973 részletek      | Lokomotiv Sofia                                       | 2–0 / 1–1                                                 | ASA Târgu Mureș                                       |                                                       |
| 1974 részletek      | Akademik Sofia                                        | 2–1 / 0–0                                                 | Vardar Skopje                                         |                                                       |
| 1975 részletek      | Radnički Niš                                          | 1–0 / 2–1                                                 | Eskişehirspor                                         |                                                       |
| 1976 részletek      | Dinamo Zagreb                                         | 3–1 / 2–3                                                 | Sportul Studențesc                                    |                                                       |
| 1977 részletek      | Panathinaikos                                         | 2–1 / 0–0                                                 | Slavia Sofia                                          |                                                       |
| 01977–780 részletek | NK Rijeka                                             | 4–1 / 0–1                                                 | Jiul Petroşani                                        |                                                       |
| 01979–800 részletek | Sportul Studențesc                                    | 2–0 / 1–1                                                 | NK Rijeka                                             |                                                       |
| 01980–810 részletek | Velež Mostar                                          | 6–2 / 6–5                                                 | Trakia Plovdiv                                        |                                                       |
| 01981–830 részletek | Beroe Stara Zagora                                    | 3–0 / 3–1                                                 | 17 Nëntori Tirana                                     |                                                       |
| 01983–840 részletek | Beroe Stara Zagora                                    | 6 – 4 Pont                                                | Argeş Piteşti                                         |                                                       |
| 01984–850 részletek | Iraklis Thessaloniki                                  | 4–1 / 1–3                                                 | Argeş Piteşti                                         |                                                       |
| 1986 Details        | Slavia Sofia                                          | 3–0 / 2–3                                                 | Panionios                                             |                                                       |
| 01987–880 részletek | Slavia Sofia                                          | 5–1 / 1–0                                                 | Argeş Piteşti                                         |                                                       |
| 01988–890 részletek | ÓFI Kréta                                             | 3–1 egy mérkőzés Serres, Görögország.                     | Radnički Niš                                          |                                                       |
| 01989–900           | A Balkán Kupát törölték a romániai forradalom miatt.0 | A Balkán Kupát törölték a romániai forradalom miatt.0     | A Balkán Kupát törölték a romániai forradalom miatt.0 | A Balkán Kupát törölték a romániai forradalom miatt.0 |
| 01990–910 részletek | Inter Sibiu                                           | 1–0 (h.u.) / 0–0                                          | Budućnost Podgorica                                   |                                                       |
| 01991–920 részletek | Sarıyer                                               | 1–0 / 0–0                                                 | Oţelul Galaţi                                         |                                                       |
| 01992–930 részletek | Edessaikos                                            | 3–1 / 0–1                                                 | Etar Veliko Tarnovo                                   |                                                       |
| 01993–940 részletek | Samsunspor                                            | 2–0 / 3–0                                                 | PAS Giannina                                          |                                                       |

## Összesített eredmények
| Csapat               | Győztes | Döntős | Össz. döntő | Győztes évek           | Vesztes évek     |
| -------------------- | ------- | ------ | ----------- | ---------------------- | ---------------- |
| Beroe Stara Zagora   | 4       | 1      | 0 4         | 1968, 1969, 1983, 1984 | 1970             |
| Slavia Sofia         | 2       | 1      | 3           | 1986, 1988             | 1977             |
| Rapid București      | 2       | -      | 2           | 1964, 1966             | 0—               |
| Panionios            | 1       | 1      | 2           | 1971                   | 1986             |
| Trakia Plovdiv       | 1       | 1      | 2           | 1972                   | 1981             |
| Radnički Niš         | 1       | 1      | 2           | 1975                   | 1989             |
| NK Rijeka            | 1       | 1      | 2           | 1978                   | 1980             |
| Sportul Studențesc   | 1       | 1      | 2           | 1980                   | 1976             |
| Olympiacos           | 1       | -      | 1           | 1963                   | 0—               |
| Fenerbahçe           | 1       | -      | 1           | 1967]                  | 0—               |
| Partizani Tirana     | 1       | -      | 1           | 1970                   | 0—               |
| Lokomotiv Sofia      | 1       | -      | 1           | 1973                   | 0—               |
| Akademik Sofia       | 1       | -      | 1           | 1974                   | 0—               |
| Dinamo Zagreb        | 1       | -      | 1           | 1976                   | 0—               |
| Panathinaikos        | 1       | -      | 1           | 1977                   | 0—               |
| Velež Mostar         | 1       | -      | 1           | 1981                   | 0—               |
| Iraklis Thessaloniki | 1       | -      | 1           | 1985                   | 0—               |
| ÓFI Kréta            | 1       | -      | 1           | 1989                   | 0—               |
| Inter Sibiu          | 1       | -      | 1           | 1991                   | 0—               |
| Sarıyer              | 1       | -      | 1           | 1992                   | 0—               |
| Edessaikos           | 1       | -      | 1           | 1993                   | 0—               |
| Samsunspor           | 1       | -      | 1           | 1994                   | 0—               |
| Steagul Roşu Braşov  | 1       | -      | 0 -         | 1961                   | 0—               |
| Argeş Piteşti        | -       | 2      | 0 2         | 0—                     | 1984, 1985, 1988 |
| Vardar Skopje        | -       | 2      | 2           | 0—                     | 1972, 1974       |
| Levski Sofia         | -       | 1      | 0 1         | 0—                     | 1961, 1963       |
| Spartak Plovdiv      | -       | 1      | 1           | 0—                     | 1964             |
| Farul Constanţa      | -       | 1      | 1           | 0—                     | 1966             |
| AEK Athens           | -       | 1      | 1           | 0—                     | 1967             |
| Spartak Sofia        | -       | 1      | 1           | 0—                     | 1968             |
| Dinamo Tirana        | -       | 1      | 1           | 0—                     | 1969             |
| Besa Kavajë          | -       | 1      | 1           | 0—                     | 1971             |
| Târgu Mureș          | -       | 1      | 1           | 0—                     | 1973             |
| Eskişehirspor        | -       | 1      | 1           | 0—                     | 1975             |
| Jiul Petroşani       | -       | 1      | 1           | 0—                     | 1978             |
| 17 Nëntori Tirana    | -       | 1      | 1           | 0—                     | 1983             |
| Budućnost Podgorica  | -       | 1      | 1           | 0—                     | 1991             |
| Oţelul Galaţi        | -       | 1      | 1           | 0—                     | 1992             |
| Etar Veliko Tarnovo  | -       | 1      | 1           | 0—                     | 1993             |
| PAS Giannina         | -       | 1      | 1           | 0—                     | 1994             |
| Total                | 280     | 260    | 520         |                        |                  |

- Mind a 24 klub (összesen a 89-ből), amely legalább háromszor szerepelt a Balkán-kupában, végül bejutott a döntőbe, kivéve: Galatasaray (5 nevezés), a Beşiktaş (3), a Vllaznia Shkodër (3) és az Universitatea Craiova.
- A bolgár Beroe Stara Zagora a sorozat rekordere hét részvétellel. Döntőt négyszer játszott (plusz egy csoportelső hely).
- Hat olyan csapat van a sorozatban, amelyek úgy nyerték meg a tornát, hogy csak egyszer indultak el benne: a Dinamo Zagreb, a Panathinaikos, a Velež Mostar, az Inter Sibiu, a Sarıyer İstanbul és az Edessaikos Edessa.